# Iseo
 Denne artikel omhandler byen Iseo. Der er også andre byer med dette navn, se Isolde.
Iseo er en italiensk by (og kommune) i regionen Lombardiet i Italien, med omkring 8.973(2023) indbyggere.